# Arroz bahía
El bahía es una variedad de arroz de grano medio (o semilargo). En la actualidad se cultiva poco en Valencia (existiendo una mayor producción en el Parque natural del Delta del Ebro) y está reglamentado por el consejo regulador del D.O. Arroces de Valencia. Es muy similar en sus propiedades organolépticas a la variedad sénia.

## Características
Se cultiva en la provincia de Valencia (área de influencia del parque natural de la Albufera), Delta del Ebro y Pals. Posee unas proporciones de amilopectina/amilasa un poco diferentes que la variedad de sénia. No obstante es una variedad de arroz con un alto contenido en amilopectina y por esta razón posee una gran capacidad para absorber sabores de otros alimentos, bien sean carnes o marisco. El bajo contenido de amilosa hace que sea un arroz poco pegajoso. Esto permite que el arroz quede suelto y a la vez, impregnado de aromas tras su cocción.